# Feuer & Flamme – Mit Feuerwehrmännern im Einsatz/Episodenliste
Diese Episodenliste enthält alle Episoden der deutschen Doku-Reihe Feuer & Flamme – Mit Feuerwehrmännern im Einsatz. Die Liste ist nach der offiziellen Episodennummerierung sortiert. Die Fernsehserie umfasst drei Staffeln mit jeweils neun Episoden und fünf Staffeln mit je sechs Episoden, die im Auftrag des Westdeutschen Rundfunks Köln hergestellt wurden. Eine Staffel im Auftrag des Südwestrundfunk wird im Jahr 2024 produziert.

## Staffel 1
| Nr (St.) | Nr. (ges.) | Erstausstrahlung | Inhalt |
| -------- | ---------- | ---------------- | --- |
| 1        | 1          | 15. Mai 2017     | - Brand in der Abluftanlage einer Lagerhalle ⊙ - Sturz aus Rollstuhl im Badezimmer - Übung der Feuerwehr-Tauchergruppe im Seelöwenbecken eines Zoos ⊙ - Kollabierte Person auf einem Supermarktparkplatz ⊙ - Küchenbrand in einer Wohnung (Toaster) |
| 2        | 2          | 22. Mai 2017     | - Rauchentwicklung im Dachgeschoss eines Hauses (Essen auf Herd) - Tragehilfe für den Rettungsdienst - Einsatzübung Höhenrettung: Abseilen einer verletzten Person - Fahrzeugbrand - Hilflose Person in verschlossener Wohnung - Gefahrgut (Xylol) läuft aus Lkw - Frau mit Brustschmerzen und Schwindel (Herzinfarkt) |
| 3        | 3          | 29. Mai 2017     | - Krampfanfall bei der Arbeit - Übung: Ausbildung im Brandhaus - Person von Brücke in Fluss gesprungen (Falschmeldung) - Verkehrsunfall: Jugendlicher Fahrradfahrer wurde von Auto angefahren - Brand in Kindertagesstätte |
| 4        | 4          | 12. Juni 2017    | - Verkehrsunfall mit mehreren Pkws, eingeklemmte Person ⊙ - Tauchergruppe: Amtshilfe für die Kriminalpolizei (Suche nach Beweismaterial) ⊙ - Übung: Massenanfall von Verletzten (MANV) nach Verkehrsunfall ⊙ - Kollabierte Person ⊙ - Rauch aus verschlossenem Technik-Gebäude (Defektes Diesel-Notstromaggregat) ⊙ |
| 5        | 5          | 19. Juni 2017    | - Brand in einem Altenheim (Brennende Fernbedienung) - Schwindelanfall im Parkhaus - Verkehrsunfall auf der Autobahn A2 - Blindgänger (Bombe) aus dem Zweiten Weltkrieg auf einem Sportplatz - Schwindelanfall/Kreislaufkollaps bei einer Seniorin - Sperrmüllbrand |
| 6        | 6          | 26. Juni 2017    | - Wohnungsbrand in einem Mehrfamilienhaus - Hilflose Person auf der Straße (Sturz) - Person verbrennt nachts Gartenabfälle und altes Holz - Vermuteter Herzinfarkt einer Erzieherin in einer Kindertagesstätte (Kreislaufkollaps) - Brennender Müllgroßbehälter vor einem Mehrfamilienhaus - Tragehilfe für den Rettungsdienst (sehr schwere Person) - Übung: Technische Arbeiten unter Wasser - Wasserrohrbruch in einer Mehrfamilienwohnung (Defekter Badewannenablauf) |
| 7        | 7          | 3. Juli 2017     | - Eingeklemmte und verletzte Personen nach Verkehrsunfall - Hilflose Person in verschlossener Wohnung - Besichtigung der Feuerwehrwache durch Kinder - Brand eines Altpapiercontainers - Übung am Hauptbahnhof: Person auf einem Zug mit Kontakt zur Oberleitung - Arbeitsunfall: Platzwunde am Kopf - Verdächtiger Rauch: Essen auf Herd - Richtfest für die Feuer- und Rettungswache 3 |
| 8        | 8          | 10. Juli 2017    | - Küchenbrand in einem Mehrfamilienhaus - Technische Hilfeleistung: Auslaufender Kraftstoff in einem Parkhaus - Jährlicher Fleischwurstcontest: Bewertung der besten Fleischwurst - Starke Rückenschmerzen bei einer Seniorin - Verschließen von offenen Gullydeckeln - Übung der Tauchergruppe in einem Schwimmbad - Person in einer verschlossenen Wohnung |
| 9        | 9          | 17. Juli 2017    | - Tierrettung: Fuchs auf einem Balkon - Verletzte schwangere Person nach Verkehrsunfall - Vorweihnachtliches Fest auf der Feuerwehrwache zum Nikolaus - Verdächtiger Rauch in einer Wohnung. Es stellt sich heraus, dass es kein Feuer ist, sondern nur eine weihnachtliche Dekoration mit einer Kerze, die einem Feuer ähnlich sieht. - Person in Wohnung gestürzt - Einsatz der Tauchergruppe: Amtshilfe für die Polizei wegen eines Tresors in einem Kanal - Person in verschlossener Wohnung vermisst - Silvester/Neujahr: Betrunkene Person gestürzt - Silvester/Neujahr: Verdächtiger Rauch und Flackern auf einem Balkon. Es handelte sich um einen kleinen Brand, der durch eine Rakete ausgelöst wurde. - Neujahrsgrillen bei einem der Feuerwehrleute |

## Staffel 2
| Nr (St.) | Nr. (ges.) | Erstausstrahlung | Inhalt |
| -------- | ---------- | ---------------- | --- |
| 1        | 10         | 21. Januar 2019  | - Brand auf dem Dach eines Mehrfamilienhauses - Gestürztes, bewusstloses Kind - Geburtstag eines Feuerwehrmannes auf der Wache - Verkehrsunfall auf der Autobahn A42: Auffahrunfall |
| 2        | 11         | 28. Januar 2019  | - Tierrettung: Pferd an einer Trabrennbahn in Jauchegrube gefallen - Verdacht auf Schlaganfall bei einer Seniorin, Schlaganfall bestätigte sich später - Brennender Pkw in einem Wohngebiet - Besichtigung der Feuerwehrwache durch Kinder einer Kindertagesstätte - Feuer mit Menschenleben in Gefahr: Brand im Keller eines Mehrfamilienhauses |
| 3        | 12         | 4. Februar 2019  | - Technische Hilfeleistung: Eingeklemmte Person nach Verkehrsunfall auf der Autobahn A42 nach Verfolgungsjagd mit der Polizei - Gegenstand steckt in der Nase eines Kindes - Kellerbrand in einem Mehrfamilienhaus (Trockner) - Kreislaufbeschwerden und Atemnot bei einer Person mit Vorerkrankungen - Brand eines Heizlüfters in einer Papierfabrik, gemeldet durch eine Brandmeldeanlage (BMA) - Hausnotruf: Hilflose Person in verschlossener Wohnung |
| 4        | 13         | 11. Februar 2019 | - Brand vor einer Pizzeria - Starkes Zittern bei einer Seniorin - ABC-Übung: Austritt von LPG (Flüssiggas/Autogas) aus einem Tankwagen, Fahrer liegt bewusstlos in dem austretenden Gas. Feuerwehr greift mittels einer Sofortrettung (früher Crashrettung) ein, da aufgrund des Gasaustritts eine Explosionsgefahr besteht. - Brennendes Gebüsch an einer Eisenbahnstrecke - Tragehilfe für eine Reanimation |
| 5        | 14         | 18. Februar 2019 | - Verkehrsunfall mit zwei verletzten Personen - Jährlicher Eignungstest für die Feuerwehrleute - Kellerbrand in einem Mehrfamilienhaus - Kapitän mit Kreislaufproblemen auf einem Schiff an einer Schleuse in Gelsenkirchen - Besuch der Feuerwehrwache durch die Jugendfeuerwehr - Verdacht auf Schlaganfall (Apoplex) bei einer Seniorin; der Schlaganfall bestätigte sich später - Brandmeldeanlage auf dem Schloss Horst: Fehlalarm, wahrscheinlich durch die Nähe zur Küche ausgelöst |
| 6        | 15         | 25. Februar 2019 | - Zimmerbrand in einem Heim für betreutes Wohnen - Tauchübung an einer Schleuse in Gelsenkirchen - Verkehrsunfall auf der Autobahn A42 (Auffahrunfall) - Jährlicher Fleischwurstcontest: Bewertung der besten Fleischwurst - Gasgeruch im Haus: Kleines Leck an einem Gaszähler - Tierrettung: Entlaufenes Kaninchen - Verdacht auf Schlaganfall bei einer Seniorin |
| 7        | 16         | 11. März 2019    | - Ente in einem Discounter fliegt gegen eine Fensterscheibe und ist schwerstverletzt. Der Zustand der Ente verbessert sich schnell, sodass sie wieder in die freie Wildbahn entlassen werden kann. - Brennendes Wohnmobil und weitere Fahrzeuge auf einem Parkplatz - Person in verschlossener Wohnung - Übung: Höhenrettung der Feuerwehr beim Pumpwerk Gelsenkirchen-Horst, in diesem Fall handelt es sich eher um eine Tiefenrettung - Lkw-Fahrer mit Schwindelanfall - Kleiner Junge mit Übelkeit - Beförderung von ca. 40 Feuerwehrleuten bei einer Feier im Hans-Sachs-Haus, siehe Dienstgrade der Feuerwehr in Deutschland - Kollabierte Person in einem Friseursalon - Verdächtiger Rauch in einem Wohngebiet. Es stellt sich heraus, dass bei einer Familie ein Toastbrot angebrannt ist, es allerdings keinen Brand gab. |
| 8        | 17         | 18. März 2019    | - Mit Sperrmüll beladener Lkw stürzt in einem Kreisverkehr um - Tierrettung: Verletzte Katze im Keller eines Hauses. Leider war die Katze so schwer verletzt, dass sie eingeschläfert werden musste. - Realbrandausbildung im Brandcontainer: Training mit dem Umgang bei einer Rauchdurchzündung bzw. Rollover - Verkehrsunfall mit zwei Pkws und einer verletzten Person - Brennendes Gebüsch auf einem Friedhof, vermutlich ausgelöst durch ein Grablicht - Luftnot bei einer Person mit Vorerkrankungen - Verdächtiger Rauch: Ein Kunststoffdeckel auf einer Herdplatte ist geschmolzen, allerdings gab es kein Feuer. |
| 9        | 18         | 25. März 2019    | - Tierrettung: Hilflose Katze in einer Baumkrone kommt nicht mehr herunter - Böswillige Alarmierung: angeblicher Austritt von Betriebsstoffen aus einem Pkw - Großbrand eines ehemaligen Güterbahnhofs und einer Lagerhalle in Gelsenkirchen (6. Mai 2018)⊙ |

## Staffel 3
Staffel 3 wurde ab dem 23. März 2020 im WDR Fernsehen ausgestrahlt. Jede Folge konnte bereits vier Tage vor der Erstausstrahlung über die Mediathek gestreamt werden.
| Nr (St.) | Nr. (ges.) | Erstausstrahlung (TV) | Inhalt |
| -------- | ---------- | --------------------- | --- |
| 1        | 19         | 23. März 2020         | - Brand 3: Feuer auf seitlichem Anbau eines mehrstöckigen Wohn- und Geschäftsgebäudes (26. Juli 2019) - Rettungsdienst: Schnittverletzung an einer Fingerkuppe - Übungsdienst: Fahrradfahrer wurde von einem Lkw überrollt - Tierrettung: Kornnatter im Garten |
| 2        | 20         | 30. März 2020         | - Technische Hilfeleistung 3: Wasserrettung in der Ruhr, zwei Personen im Wasser. Eine Person wird zeitnah gerettet, die zweite Person wird von Strömungsrettern und Tauchern gesucht. Leider kann sie nur noch tot geborgen werden (30. Juni 2019) - Rettungsdienst: Kreislaufprobleme und Schwindel bei einer Seniorin während einer der Hitzewellen in Europa 2019. Die Rettungssanitäter können wichtige gesundheitliche Informationen über die Seniorin einer Notfalldose entnehmen - Technische Hilfeleistung: Einsatz für die ToJ-Einheit (Training on the Job), Rettung eines Vogels in einer Drogerie. Nach dem Eintreffen der Feuerwehr fliegt der Vogel nach einiger Zeit von selbst aus dem Laden - Brand 3: Bestätigtes Feuer in einem Mehrfamilienhaus, Küchenbrand im zweiten Obergeschoss |
| 3        | 21         | 6. April 2020         | - Brand 2: Brennender Heuwagen entfacht eine Scheune, Feuerwache 2 löscht den Scheunenbrand, ToJ-Einheit der Wache 3 löscht den noch brennenden Heuwagen, welcher auf ein benachbartes Feld gefahren wurde, und baut Wasserversorgung zum Brand auf, Rettungsdienst kümmert sich um die Verletzten, die Freiwillige Feuerwehr führt Nachlöscharbeiten durch (7. Juni 2019) - Rettungsdienst: Bewusstlose Person mit Herzproblemen - Wachalltag: Garnelensamstag - Amtshilfe für Polizei: Türöffnung für ältere Person, die ihre Wertsachen verloren hat |
| 4        | 22         | 20. April 2020        | - Brand 3: Bei Dacharbeiten fängt das Dach einer Turnhalle an zu brennen, es sind alle Wachen der Berufsfeuerwehr Bochum im Einsatz (18. Juli 2019, ⊙) - Rettungsdienst: Frau mit Beinschmerzen muss ins Krankenhaus gebracht werden - Rettung 1, Technische Hilfeleistung 1: Arm eines kleinen Jungen muss aus einer Paketstation befreit werden (22. Juni 2019, ⊙) - Türöffnung: Einem gestürzten Mann wird durch eine Türöffnung geholfen |
| 5        | 23         | 27. April 2020        | - Brand 2: Rauchentwicklung in einer Wohnung, Essen in Backofen - Rettung 1: Steckengebliebener Aufzug mit Schulkindern am S-Bahnhof Bochum-Langendreer West (6. Juni 2019) - Rettungsdienst: Ältere Frau mit Herzrasen und Luftnot muss ins Krankenhaus gebracht werden - Übungsdienst: Höhenretter üben zusammen mit der ToJ-Ausbildungseinheit am Exzenterhaus - Brand 0: Vollbrand eines Pkws in einem Gewerbegebiet |
| 6        | 24         | 4. Mai 2020           | - Technische Hilfeleistung 3: Eingeklemmte Person in einem Kanal-Vortriebstunnel am Kirchharpener Bach erfordert Rettung aus Höhen und Tiefen (2. August 2019) - Technische Hilfeleistung 0: Unfall auf der Autobahn A40 nach Erkrankung einer Person, die aus dem Fahrzeug gerettet werden muss - Rettungsdienst: Älterer Herr mit Luftnot und später diagnostizierter Lungenentzündung muss ins Krankenhaus gebracht werden - Übungsdienst: ToJ-Ausbildungseinheit lernt Strömungsrettung zusammen mit der DLRG - Brand 3 mit Menschenleben in Gefahr: Abgebrannte Couch in einer Wohnung mit anschließender Personenrettung |
| 7        | 25         | 11. Mai 2020          | - Brand 2 in leer stehendem Gebäude: In einem vermeintlich leer stehenden ehemaligen Stellwerk am Bahnhof Bochum Nord brennt Unrat und wird eine Person angetroffen (10. Juli 2019) - Rettungsdienst: Eine schwangere Frau mit Fruchtblasenprolaps muss in ein Krankenhaus verlegt werden - Übungsdienst: Massenanfall von Verletzten (27. Juli 2019) - Rettungsdienst: Kreislaufprobleme bei einem Angehörigen einer erkrankten Person - Technische Hilfeleistung 2: Verkehrsunfall zwischen einer Straßenbahn und einem Auto |
| 8        | 26         | 18. Mai 2020          | - Rettung 2, Technische Hilfeleistung 1: Person in Montagegrube - Tierrettung: Eine Gans mit einer Verletzung an einem Fuß soll zum Tierarzt gebracht werden - Rettungsdienst: Leichte Atemnot bei einer älteren Frau - Übungsdienst: „Feuerwehrolympiade“ - Rettungsdienst: Ein Patient mit einer Marcumar-Überdosis muss in ein Krankenhaus gebracht werden - Brand: Ein Heckenbrand breitet sich auf zwei Pkw aus und droht auf ein nahestehendes Wohngebäude überzugreifen, Brand eines Autos mit Hybridantrieb (12. Juni 2019) |
| 9        | 27         | 18. Mai 2020          | - Brand 3 mit Menschenleben in Gefahr: Unklare Rauchentwicklung in einer Wohnung (3. Juni 2019) - Rettungsdienst: Kopfschmerz und Schwindel bei einem Büroangestellten - Übungsdienst: Feuer auf dem Thyssenkrupp-Gelände, auslaufende Chemikalien - Wachalltag: Abschiedsfeier eines langjährigen Kollegen - Brand 0: Unklare Rauchentwicklung wird zu rasch um sich greifendem, ausgedehntem Brand von Grünabfällen in Kompostieranlage (26. Juli 2019) |

## Staffel 4
Staffel 4 wurde vom 3. Mai bis 7. Juni 2021 im WDR Fernsehen ausgestrahlt und hat erstmals sechs statt neun Folgen. Jede Folge war außerdem vor der Erstausstrahlung über die Mediathek abrufbar.
| Nr (St.) | Nr. (ges.) | Erstausstrahlung | Inhalt |
| -------- | ---------- | ---------------- | --- |
| 1        | 28         | 3. Mai 2021      | - Brand 2, im Verlauf Vollalarm: Großbrand auf Autoverwertungsbetrieb: Ein vermutlicher Schwelbrand breitet sich auf letztlich über 100 Schrott-Autos und eine 1800 m² große Halle aus; zum Einsatz kam die gesamte Feuerwehr Bochum, unterstützt durch auswärtige Kräfte. (14./15. Oktober 2020, ⊙) |
| 2        | 29         | 10. Mai 2021     | - Rettung 2, Technische Hilfeleistung 2: Auto gegen Brückenpfeiler mit eingeklemmter Person, zwei weitere Unfallstellen auf Anfahrt vorgefunden (30. Oktober 2020) - Rettungsdienst: Atemnot bei einer älteren Frau - Übungsdienst: Exotische Tiere im Tierpark und Fossilium Bochum - Brand: Autovollbrand durch ToJ-Einheit gelöscht (14. November 2020) |
| 3        | 30         | 17. Mai 2021     | - Brand 2: Feuer in einem Bürocontainer auf einem Industriegelände (11. Oktober 2020) - Übungsdienst: Biertisch ohne Muskelkraft aufbauen - Rettungsdienst: Reanimation nach Verkehrsunfall - Rettung 1: Tragehilfe nach Mountainbike-Unfall im Wald |
| 4        | 31         | 24. Mai 2021     | - Technische Hilfeleistung: Kind in Auto eingeschlossen - Rettungsdienst: Sturz eines an Parkinson erkranktem älteren Mann mit direktem Kontakt zu einer an COVID-19 erkrankten Person - Technische Hilfeleistung 2: Unklarer Geruch, vermeintliche Gasausströmung, mit verletzter Person, Folgeeinsatz Vogelrettung - Wachalltag: Der neue Alltag während der COVID-19-Pandemie auf der Wache 2 - Brand 3: Wohnungsbrand, ausgelöst durch einen Ethanol-Kamin (4. November 2020) |
| 5        | 32         | 31. Mai 2021     | - Technische Hilfeleistung: Unfall PKW gegen LKW, die Fahrerin ist verletzt und eingeklemmt (30. Oktober 2020) - Übungsdienst: Rettungshunde und Höhenretter suchen auf Gelände der Zentralmülldeponie Kornharpen vermisste Person - Rettungsdienst: 93-jährige Patientin mit Schlaganfall - Wachalltag: Verabschiedung von Dominic - Brand 0: PKW-Brand |
| 6        | 33         | 7. Juni 2021     | - Brand 2, im Verlauf Brand 3: Feuer in Reifenlager (17./18. November 2020, ⊙) - Rettungsdienst: Unwohlsein nach kaltem Alkoholentzug - Technische Hilfeleistung 0: Fuchs wird durch Auszubildende gerettet |

## Staffel 5
Die 5. Staffel mit sechs Folgen aus Bochum wurde ab dem 11. April 2021 produziert. Die Filmaufnahmen endeten am 26. Mai 2021. Zu sehen war die Staffel ab dem 10. Januar 2022 in der ARD Mediathek und ab dem 17. Januar 2022 im WDR Fernsehen.
| Nr (St.) | Nr. (ges.) | Erstausstrahlung | Inhalt |
| -------- | ---------- | ---------------- | --- |
| 1        | 34         | 17. Januar 2022  | - Brand 3: Dach eines Gewerbegebäudes brennt (10. Mai 2021) - Rettungsdienst 1: Hausnotrufalarm nach Sturz mit Kopfanprall in Wohnung |
| 2        | 35         | 24. Januar 2022  | - Brand 1: Kaminbrand - Rettungsdienst: Thoraxschmerzen – Verdacht auf ACS - Technische Hilfeleistung: Umsiedlung eines Bienenvolkes durch ToJ |
| 3        | 36         | 31. Januar 2022  | - Brand 1, im Verlauf Brand 2 mit Menschenleben in Gefahr: Rauchentwicklung aus ehemaliger Toilettenanlage an der Gastronomie im Stadtpark - Wachalltag: Kochen - Rettungsdienst: Gestürztes Kind - Technische Hilfeleistung: Rehbock im Garten |
| 4        | 37         | 7. Februar 2022  | - Technische Hilfeleistung: Unfall mit zwei beteiligten PKW auf der Autobahn A40 mit drei Patienten (12. Mai 2021) - Wachalltag: Schichtablösung - Rettungsdienst: Patient mit Hüftschmerzen - Brand 2: Laubenbrand auf Gelände des THC im VfL Bochum (13. Mai 2021, ⊙)                                                                                          |
| 5        | 38         | 14. Februar 2022 | - Brand 2: Saunabrand (16. Mai 2021) - Rettungsdienst 1: Patient mit Atemnot bei Lungenembolie - Technische Hilfeleistung: Verkehrsunfall mit zwei beteiligten PKW, Alarmierung durch eCall |
| 6        | 39         | 21. Februar 2022 | - Rettungsdienst: Patientin mit Atemnot bei COPD - Brand: Waldbrand (Lauffeuer) wird durch ToJ gelöscht - Rettungsdienst 0: Patientin mit Schwindel nach Absetzen eines Betablockers - Technische Hilfeleistung: Graureiher wird von ToJ aus Kellerschacht gerettet - Technische Hilfeleistung 0: Tragehilfe für Patient mit Sprunggelenkbruch an einer Böschung |

### Podcast Staffel 1 (zu Staffel 5)
WDR-Moderatorin Silke Schnee spricht in jeder Podcast-Folge mit Bochumer Feuerwehrleuten.
| Nr (St.) | Nr. (ges.) | Erstausstrahlung | Thema                        | Personen             |
| -------- | ---------- | ---------------- | ---------------------------- | -------------------- |
| 1        | 1          | 27. Januar 2022  | Großbrände                   | Simon, Marcel        |
| 2        | 2          | 03. Februar 2022 | Rettungsdienst               | Katrin, Richard      |
| 3        | 3          | 10. Februar 2022 | Straßenverkehr               | Marcel, Harry        |
| 4        | 4          | 17. Februar 2022 | Leitstelle                   | Nils, Lucas          |
| 5        | 5          | 24. Februar 2022 | Brandursachen im Haushalt    | Peter, Peppi         |
| 6        | 6          | 03. März 2022    | Alltag auf der Wache         | Mattes, Jörg         |
| 7        | 7          | 10. März 2022    | Einsätze mit Tieren          | Jasmin, Peter        |
| 8        | 8          | 17. März 2022    | Belastungen im Einsatzdienst | Judith, Holger       |
| 9        | 9          | 24. März 2022    | Ausbildung                   | Jasmin, Florian      |
| 10       | 10         | 31. März 2022    | Hinter den Kulissen          | Simon, Richard, Lina |

## Staffel 6
Die 6. Staffel mit sechs Folgen aus Bochum wurde vom 4. Mai bis zum 19. Juni 2022 gefilmt. Zu sehen war die Staffel ab dem 2. Januar 2023 in der ARD Mediathek und ab dem 9. Januar 2023 im WDR Fernsehen.
| Nr (St.) | Nr. (ges.) | Erstausstrahlung | Inhalt |
| -------- | ---------- | ---------------- | --- |
| 1        | 40         | 9. Januar 2023   | - Brand 3 mit Person in Gefahr: Zimmerbrand nach Akku-Explosion (10. Mai 2022) - Brand 0 Kleinbrand: Papierkorb mit Hilfe von Kindern gelöscht - Technische Hilfeleistung 2: Verkehrsunfall Person eingeklemmt. Danach Drehleiter zur Amtshilfe Polizei. (15. Mai 2022)                                                                               |
| 2        | 41         | 16. Januar 2023  | - Brand 2: Dachstuhl nach Blitzschlag (23. Mai 2022) - Arbeit in der neuen Leitstelle:38 - Technische Hilfeleistung 0: Kind klemmt zwischen Pfeiler und Geländer, Stadtbahnteil Ebene -3 Bochum Hauptbahnhof |
| 3        | 42         | 23. Januar 2023  | - Technische Hilfeleistung 2: Personensuche unter Westpark im Bereich Colosseum (3. Juni 2022) - Brand 1: Unklare Rauchentwicklung. Brand zweier Gartenlauben (17. Mai 2022) |
| 4        | 43         | 30. Januar 2023  | - Brand 1: Wohnmobil/Pkw, LPG. Umsetzung der Einsatzstellenhygiene. (18. Mai 2022) - Rettungsdienst: Verletzte und bald bewusstlose Spaziergängerin bei Notruf geortet im Zillertal, Stadtteil Bergen/Dorneburger Bach, ToJ-Einheit ersteintreffend - Übungsdienst: Wohnungsbrand mit Menschenrettung - Rettungsdienst: Taubheitsgefühl in den Beinen |
| 5        | 44         | 6. Februar 2023  | - Brand 2: Gebäudebrand, Brand in Bochumer Kneipe. (15. Juni 2022) - Rettungsdienst: Internistischer Notfall. Krisenhilfe e. V., erwähnt: Lyrica, Tavor, Methadon-Substitution - Wachalltag: Teambuilding, Grillen auf großer Flamme - Rettungsdienst: Luftnot 20-jähriger. Pneumonie, Suche nach aufnahmefähigem Kinderkrankenhaus.                  |
| 6        | 45         | 13. Februar 2023 | - Rettungsdienst: Gemeldeter Verdacht auf ACS erweist sich als Krampfanfall; unbekannter Patient; vorbildliche Mitwirkung der anwesenden Personen - Brand 2, im Verlauf Brand 3: Carport-Brand mit Acetylen-Gasflaschen, eine zerknallt, die übrigen werden in Wasserbad gekühlt (27. Mai 2022) - Rettungsdienst: Sportunfall am Barren               |

### Podcast Staffel 2 (zu Staffel 6)
WDR-Moderatorin Silke Schnee spricht in jeder Podcast-Folge mit Bochumer Feuerwehrleuten.
| Nr (St.) | Nr. (ges.) | Erstausstrahlung  | Thema                                                  | Personen          |
| -------- | ---------- | ----------------- | ------------------------------------------------------ | ----------------- |
| 1        | 11         | 22. Dezember 2022 | Wenn der Weihnachtsbaum brennt                         | Jasmin, Peter     |
| 2        | 12         | 29. Dezember 2022 | Sondereinsätze                                         | Ulrike, Jeff      |
| 3        | 13         | 05. Januar 2023   | Explodierende Akkus und brennende E-Autos              | Harry, Jan-Julius |
| 4        | 14         | 12. Januar 2023   | Verkehrsunfälle                                        | Marcel, Sven      |
| 5        | 15         | 19. Januar 2023   | Lost Places, Autorennen & Co – wenn Leichtsinn tötet   | Jeff, Marcel      |
| 6        | 16         | 26. Januar 2023   | Blitz, Hochwasser und Hitze                            | Simon, Markus     |
| 7        | 17         | 02. Februar 2023  | Alles andere als Kinderleicht – Einsätze mit Kindern   | Judith, Sven      |
| 8        | 18         | 09. Februar 2023  | Wer hilft eigentlich der Feuerwehr?                    | Ulrike, Peter     |
| 9        | 19         | 16. Februar 2023  | Rettungsdienst – Wenn jede Sekunde zählt               | Katrin, Stocki    |
| 10       | 20         | 23. Februar 2023  | Angriff oder Verteidigung – Die Taktiken der Feuerwehr | Simon, Marcel     |

## Staffel 7
Die 7. Staffel mit sechs Folgen aus Bochum wurde gegen Ende des Jahres 2022 gefilmt. Zu sehen war die Staffel ab dem 25. Oktober 2023 in der ARD Mediathek und ab dem 2. November 2023 im WDR Fernsehen. Der Wochentag der Fernsehausstrahlung wechselte von Montag auf Donnerstag. Zudem wurden bei der Erstausstrahlung im WDR Fernsehen nach den Folgen der siebten Staffel aus Bochum direkt im Anschluss Folgen der ersten Staffel aus Gelsenkirchen gezeigt.
| Nr (St.) | Nr. (ges.) | Erstausstrahlung  | Inhalt |
| -------- | ---------- | ----------------- | --- |
| 1        | 46         | 2. November 2023  | - Brand 2 Wohnung, Erhöhung auf Brand 3 mit Person in Gefahr: Küche mit Ausdehnung auf Wohnung und starker Verrauchung in Mehrfamilienhaus-Altbau, Menschenrettung durch Treppenhaus (3. Dezember 2022) - Rettungsdienst: Abdomen akut/leicht, 90-jährig, Demenz, Nachbarin als gesetzliche Betreuerin - Wachalltag: Jährliches Wachengolf-Turnier Wache 2 |
| 2        | 47         | 9. November 2023  | - Brand 3 mit Person in Gefahr: Wohnungsbrand in Mehrfamilienhaus, Menschenrettung über 2 Drehleitern. (20. November 2022) - Verkehrsunfall: LKW im Tunnel Rombacher Hütte der Autobahn A448 (5. Dezember 2022) - Rettungsdienst: Kopfverletzung und Schwindel nach Körperverletzung. Ungenauigkeiten Adresse in Kornharpen. |
| 3        | 48         | 16. November 2023 | - Brand 0 Mülleimer, schrittweise Erhöhung bis auf Brand 3 Gebäudebrand: Brand im Bereich von Müllcontainern greift auf ein Nebengebäude der Rudolf Steiner Schule über. (19. November 2022) - Rettungsdienst: Abdomen akut. Vor Landeserstaufnahmeeinrichtung: Ukrainischer Mann nach Flucht mit unbehandelter schwerster chirurgischer Darmsymptomatik. (Rettungswache 7) - Brand 1: LKW-Brand auf einem Parkplatz |
| 4        | 49         | 23. November 2023 | - Brand 3 mit Person in Gefahr, mit Voralarm: Verrauchung im Keller (Schmorbrand Batterieladeregler) in Bochum-Bergen. (22. November 2022) - Rettungsdienst: Herzrhythmusstörung, Verdacht auf Herzinfarkt. (Einsatz mit Notarzt) - Übungsdienst: „Mayday-Lage“, Rettung von Angriffstrupp nach Explosion. - Rettungsdienst: 99-jährige in Linienbus gestürzt, versorgt in Bogestra-Hauptverwaltung. (Rettungswache 7) - Brand 1: Brennender Pkw auf Autobahn A40 nahe Ruhr-Park. (22. November 2022) |
| 5        | 50         | 7. Dezember 2023  | - Gefahrguteinsatz TH2 ABC: Grün-gelblicher Nebel aus Bohrloch bei Kampfmittelsondierung aufgestiegen, erwähnt: GAMS-Regel, Photoionisationsdetektor, Dekontamination. (13. Dezember 2022) - Rettungsdienst: Blutung Mittel, gutartige Darmzyste. Umschaltung Landhorn/Stadthorn. (Rettungswache 7) - Brand 1 Kleinbrand: Laubenbrand hinter Jugendheim in Gerthe. (Marcel lenkt als C-Dienst Wache 2 den ELW solo.) - Rettungsdienst: Krampfanfall abgelaufen in Bus Linie 353. Vulnerable Patientin. (Rettungswache 7) - Weihnachtsalltag TH0: Tannenbaum aufstellen Wache 2 - Rettungsdienst: Tragehilfe bei Oberschenkelhalsfraktur und isoliertem Beckentrauma. Verwendet: Schaufeltrage, Vakuummatratze. - Weihnachtsalltag: Heiligabend mit Festtagsbraten vom Catering-Service und Ansprache |
| 6        | 51         | 14. Dezember 2023 | - TH 1 eingeschlossene Person: Umgekipptes Auto im Schneetreiben, Sicherung gegen Abrutschen und Umkippen, technische Rettung. Verwendet: Stab-Fast, Greifzug, Säbelsäge. Anwohner durchqueren unerlaubterweise die Einsatzstelle. - Nacht Silvester auf Neujahr 2022/2023: - Silvesteralltag: Vorbereitung von Currywurst mit Pommes vor Mitternacht, z. T. erster Einsatz, ansonsten gemeinsames Anstoßen - Brand 0: Kleinbrand private Hecke, gelöscht mit Gartenschlauch und Kübelspritze. An Eigentümer zur Selbsthilfe übergeben, unmittelbare Folgealarmierung: - Brand 0 Kleinbrand, nach Erkundung Alarmstufenerhöhung auf Brand 3 Gebäude: Heckenbrand übergreifend auf Holzhaus/Gartenlaube, Dachüberhang Wohnhäuser, 2 Wohneinheiten. Erstangriff mit 4 Einsatzkräften bis zum Eintreffen der nachalarmierten Einheiten. Zugeparkte Hydranten. - Weitere kleine Folgeeinsätze unmittelbar nach Freimeldung bei der Leitstelle: - Brand 0: Müllcontainer - Brand 0: Mülltonne - Kurzes Thema: Gewalt gegen Einsatzkräfte |

### Podcast Staffel 3 (zu Staffel 7)
Begleitend zur TV-Staffel gab es ab dem 19. Oktober 2023 neue Ausgaben des Podcasts. WDR-Redakteurin Silke Schnee spricht mit Bochumer Feuerwehrleuten. Diese Folgen sind auch im Videoformat mit Bild abrufbar.
| Nr (St.) | Nr. (ges.) | Erstausstrahlung  | Thema                                                   | Personen            |
| -------- | ---------- | ----------------- | ------------------------------------------------------- | ------------------- |
| 1        | 21         | 19. Oktober 2023  | Hilfe, es brennt! Warum und wie kann ich vorbeugen?     | Jeff, Marcel        |
| 2        | 22         | 26. Oktober 2023  | Gemeinsam stark – Die Feuerwehr, du und ich             | Marcel, Judith      |
| 3        | 23         | 2. November 2023  | Menschenrettung – Es geht um Leben und Tod!             | Christian, Michael  |
| 4        | 24         | 9. November 2023  | Klartext, bitte! Notrufe, Funksprüche & Kommunikation   | Kai, Michael        |
| 5        | 25         | 16. November 2023 | Nach dem Feuer – War es Brandstiftung?                  | Jan-Julius, Michael |
| 6        | 26         | 23. November 2023 | Wenn Oma und Opa Hilfe brauchen – Einsätze mit Senioren | Katrin, Stocki      |
| 7        | 27         | 30. November 2023 | Was tun, wenn die Gefahr unsichtbar ist?                | Peter, Jeff         |
| 8        | 28         | 7. Dezember 2023  | Kameras aus – 5 Staffeln Feuer & Flamme in Bochum       | Harry, Peppi        |

## Staffel 8
Die 8. Staffel mit sechs Folgen aus Duisburg wurde im Sommer 2023 gefilmt. Zu sehen war die Staffel ab dem 21. Mai 2024 in der ARD Mediathek und ab dem 23. Mai 2024 im WDR Fernsehen.
| Nr (St.) | Nr. (ges.) | Erstausstrahlung | Inhalt |
| -------- | ---------- | ---------------- | --- |
| 1        | 52         | 23. Mai 2024     | - B2 Gebäude M: Dachstuhlbrand volle Ausdehnung, Erhöhung auf B3 Gebäude - Einsatz Luftrettung Christoph 9: Motorradfahrerin bei Fahrstunde, Rasanztrauma. Transport zum BG Klinikum Duisburg in Abenddämmerung. - H2 Verkehrsunfall Pkw auf Seite: Autobahn A3 Autobahnkreuz Kaiserberg Richtung Köln, Baustellenbereich ohne Vorankommen. Rettung durch Christoph 9, auslaufende Betriebsstoffe. |
| 2        | 53         | 30. Mai 2024     | - B2: Brand auf Schrottinsel, Erhöhung auf B3, dann B4 Großlage mit überörtlicher Unterstützung (10. August 2023). Hytrans Fire System, Feuerwehrschlauch Größe F, Wolkenbildung, Einsatzstellenverpflegung. (10. August 2023) - Wachinterne Feier mit Bibelzitat aus Jos 1,9 . - B0 Kfz: Motor von VW Käfer in Brand. - Einsatz Luftrettung Christoph 9: Stromschlag, Bagger an 400-Volt-Erdkabel, Verletzungen durch Lichtbogen. Transport zum BG Universitätsklinikum Bergmannsheil Bochum, Final Approach and Take-off Area (FATO). |
| 3        | 54         | 6. Juni 2024     | - Einsatz Luftrettung Christoph 9: Radfahrer von Pkw erfasst, Oberschenkelbruch. Transport zum Krankenhaus. - Einsatz Luftrettung Christoph 9: Unfall mit Essigsäure im Gesicht, erstgradige Verätzungen. Transport zum BG Klinikum Duisburg. - Ersterkundung für VLF: Rauchentwicklung durch Schwelbrand in der Rhein-Ruhr-Halle, Erhöhung auf B1. - Rettungsdienst: Hilflose Person, allergische Reaktion auf Wespenstich. - Technische Hilfeleistung: Pkw in Wassersenke, Einsatzlage Starkregen.                                    |
| 4        | 55         | 13. Juni 2024    | - B2: Brand im verlassenen St. Barbara-Hospital (Duisburg) - R2: Akutes Koronarsyndrom - Mehrzweckboot: Person im Wasser - Rettungsdienst: Bluthochdruck - Wachalltag: Letzter Dienst von Frank - B0: Vegetationsbrand im Landschaftspark Duisburg-Nord |
| 5        | 56         | 20. Juni 2024    | - B2: Brand auf Tankstellendach - Rettungsdienst: Beginnende Sepsis bei Kind - Wachalltag: Geburtstag von Torben - Rettungsdienst: 11-jähriger Junge mit Handgelenksbruch nach Sturz beim Skateboardfahren - B0: Böschungsbrand A59 - Rettungsdienst: 3-jähriger Junge mit Kopfplatzwunde |
| 6        | 57         | 27. Juni 2024    | - Rettungsdienst mit Drehleiter: Sturz im Gelände - Erkundungseinsatz / Gefahrenstoffeinsatz: Beißender Geruch auf Toilette durch Reizgas - R2 mit Tragehilfe: Akute Atemnot bei COPD - B0: Fahrzeugbrand in Gebäudenähe - Wachalltag: Peters letztes Dienstjahr beginnt |

### Podcast Staffel 4 (zu Staffel 8)
| Nr (St.) | Nr. (ges.) | Erstausstrahlung | Thema | Personen        |
| -------- | ---------- | ---------------- | --- | --------------- |
| 1        | 29         | 23. Mai 2024     | Kameras an: Feuer & Flamme in Duisburg                                                                                        | Thomas, Marco   |
| 2        | 30         | 30. Mai 2024     | Einsatz der Superlative: Wenn die Feuerwehr alles auffährt                                                                    | Thomas, Marco   |
| 3        | 31         | 06. Juni 2024    | Unfälle im Haushalt: Sturz, Verbrennung & Vergiftung / Verbrennung, Sturz, Vergiftung: Gefahren Zuhause                       | Cedrick, Konrad |
| 4        | 32         | 13. Juni 2024    | Unfälle im Garten! Leiter, Grill und Säge / Leiter, Grill und Säge: Unfälle im Garten vermeiden                               | Cedrick, Konrad |
| 5        | 33         | 20. Juni 2024    | Hilfe, mein Auto brennt! / Wenn dein PKW Feuer fängt: So verhältst du dich richtig                                            | Eddi, Marcel    |
| 6        | 34         | 27. Juni 2024    | Rettung aus der Luft / Christoph 9: So arbeitet die Rettungshubschrauber-Crew                                                 | Kai, Dirk       |
| 7        | 35         | 04. Juli 2024    | Gefahren bei der Luftrettung / Einsätze mit Rettungshubschrauber bei allen Wetterlagen                                        | Kai, Dirk       |
| 8        | 36         | 11. Juli 2024    | Gefahren im Alltag / Versperrte Fluchtwege, Notausgänge und Rettungsgassen / Achtung Falle!                                   | Peter, Milan    |
| 9        | 37         | 18. Juli 2024    | Wenn es im Tunnel brennt / Feuer im Untergrund: So schützt du dich richtig / Rettung am Limit! Wenn der Tunnel zur Falle wird | Peter, Milan    |

## Staffel 9
Die 9. Staffel, welche aus sechs Episoden besteht, ist seit dem 15. Januar 2025 in der ARD Mediathek und seit dem 16. Januar 2025 im WDR Fernsehen mit wöchentlich einer neuen Folge zu sehen.
| Nr (St.) | Nr. (ges.) | Erstausstrahlung | Inhalt |
| -------- | ---------- | ---------------- | --- |
| 1        | 58         | 16. Januar 2025  | - B2 Gebäude M: Brand im Treppenhaus, Erhöhung auf MANV-0 aufgrund der Anzahl an Personen mit Rauchgasvergiftung - Christoph 9: Verkehrsunfall - H0: Finger steckt in Briefkasten fest - B2: Schnuller auf Herd |
| 2        | 59         | 23. Januar 2025  | - (00:00) Christoph 9: Verkehrsunfall "PKW unter LKW", eingeklemmter Patient in Transporter - (13:06) Wachalltag: Kochen mit Eddie, Feuer- und Rettungswache 3 Duisburg-Hamborn - (20:18) B1: Schulcontainer brennt - (34:28) H0: Umgestürzter Baum - (39:33) Rettungsdienst: Schnittverletzung                       |
| 3        | 60         | 30. Januar 2025  | - (00:00) H1: Verkehrsunfall mit mehreren Pkws, eingeschlossen Person (18. November 2023)⊙ - (18:47) Schulung: Reiterhof und Pferde - (27:11) B1: PKW-Brand in Garage |
| 4        | 61         | 06. Februar 2025 | - (00:00) B2 Gebäude: Wohnhausbrand - (19:55) Christoph 9: Sturz von Laderampe, verdacht auf Querschnitt. - (32:00) Wachalltag: Säge-Spiel - (36:24) Rettungsdienst: Verschlechterung des Allgemeinzustands |
| 5        | 62         | 13. Februar 2025 | - (00:00) B2 Gebäude M: Sofa brennt, eine Person gerettet, keine Verletzten - (18:53) Wachalltag: Spiel „Gewicht schätzen“ - (22:35) Christoph 9: Laufende Reanimation - (31:39) Tragehilfe: Defekter Aufzug bei Arztpraxis lässt Senioren stranden - (37:16) R1 Kreislaufstörung allgemein: Verdacht auf Herzinfarkt |
| 6        | 63         | 20. Februar 2025 | - (00:00) Christoph 9: Verdacht auf Herzinfarkt - (08:25) B0: PKW-Brand - (15:46) Rettungsdienst: Luftnot nach Sturz - (22:47) B2: Akku-Brand - (31:26) Rettungsdienst: Kreislaufstörung, Leukämie - (37:50) Wachalltag: Peters letzter Arbeitstag                                                                    |

Die dazugehörige zehn-episodige Podcast-Staffel ist seit dem 9. Januar 2025 in der ARD Audiothek abrufbar.